# رفيعة (اسم)
رفيعة هو اسم علم مؤنث من أصل عربي، ومعناه هو دل على أنه أكبر من غيره سنًا أو مكانة وهو نقيض أصغر.

## شخصيات تحمل الاسم
- رفيعة الشال (ممثلة مصرية، 8 أكتوبر 1904 – 10 يونيو 1962)
- رفيعة غباش

## وصلات خارجية
- موسوعة السلطان قابوس لأسماء العرب نسخة محفوظة 5 أبريل 2019 على موقع واي باك مشين.